# Coenosia fordi
Coenosia fordi este o specie de muște din genul Coenosia, familia Muscidae, descrisă de Fritz Isidore van Emden în anul 1940.
Este endemică în Uganda. Conform Catalogue of Life specia Coenosia fordi nu are subspecii cunoscute.